# Layton kyōju to samayoeru shiro
Il professor Layton e il castello errante (レイトン 教授 と さまよえる 城?, Reiton kyōju to samayoeru shiro) è un romanzo giallo di Satoshi Yanagihara pubblicato nel 2008. Il libro, primo di una serie ispirata ai videogiochi del Professor Layton, è stato seguito, nel 2009,  dalla pubblicazione de Il professor Layton e la divinità fantasma. Usciti solo in Giappone, non è stata ancora prevista la loro pubblicazione in altri Paesi.

## Riassunto della trama
A Londra, dove gli abitanti hanno assistito alla fluttuazione in cielo di un enorme castello, si sono registrate numerose sparizioni di persone. Il professor Hershel Layton è stato chiamato per indagare sul misterioso maniero, denominato "Castello errante", e ritrovare gli scomparsi.

## Personaggi principali
- Professor Hershel Layton: un professore di archeologia che lavora presso la Gressenheller University. Ama i puzzle ed è il protagonista della saga del professor Layton.
- Luke Triton: assistente del professor Layton. Segue il professore in ogni sua avventura, ed ha una grande abilità che gli permette di comunicare con gli animali.
- Andrew Schrader: maestro del professor Layton. È molto anziano, ed ha una folta barba bianca. Aiuta spesso Layton con informazioni che possono essere fondamentali per risolvere il mistero.
- Thomas McLuhan: amico di Andrew Schrader. È scomparso, e si crede che il castello errante sia la causa.
- Jeremy Campbell: un grande scienziato, grande amico di Layton.
- Ispettore Chelmey: famoso detective dello Scotland Yard. Prova sempre a risolvere i misteri, ma Layton e Luke affermano che la sua logica è scarsa. Ama i plum cake che cucina sua moglie.
- Connestabile Barton: assistente dell'Ispettore Chelmey. Sa quando l'ispettore sbaglia, ma non lo corregge mai. È molto basso e indossa una divisa blu-viola.